# Hagetaubin
Hagetaubin es una comuna francesa de la región de Aquitania en el departamento de Pirineos Atlánticos. Esta localidad comprende las pedanías de Larrouyat, Laüroua, Mascouette y Moine.
El topónimo Hagetaubin fue mencionado por primera vez en el siglo XIII con el nombre de Fayet-Anbii.

## Demografía
| 428 | 737 | 597 | 832 | 1 018 | 960 | 975 | 972 | 927 | 879 | 862 | 870 | 782 | 801 | 804 | 785 | 801 | 840 | 732 | 701 | 656 | 597 | 631 | 597 | 600 | 556 | 524 | 507 | 482 | 457 | 412 | 440 | 441 | 507 |
| Para los censos de 1962 a 1999 la población legal corresponde a la población sin duplicidades (Fuente: INSEE [Consultar]) |     |     |     |       |     |     |     |     |     |     |     |     |     |     |     |     |     |     |     |     |     |     |     |     |     |     |     |     |     |     |     |     |     |